# Клавдий Торински
Клавдий Торински (на латински: Claudius, Claude, fl. 810 – 827) е католически епископ на Торино от 817 г. до смъртта си.
Той е учител и изпратен като епископ на Торино.